# Cape-Upstart-Nationalpark
Der Cape-Upstart-Nationalpark (engl.: Cape Upstart National Park) ist ein Nationalpark im Osten des australischen Bundesstaates Queensland.
Der Juru-Clan des Aboriginesstammes der Birri-Gubba lebte Tausende von Jahren lang auf Cape Upstart.

## Lage
Er liegt 1.016 Kilometer nordwestlich von Brisbane, 60 Kilometer westnordwestlich von Bowen und Kilometer ostsüdöstlich von Ayr.

## Geländeformen und Vegetation
Cape Upstart ist ein aus Granit aufgebautes Kap. Es ist dicht mit Regenwald bewachsen. An den Küsten gibt es Heideland und Sandstrände.

## Kultur
In den Sanddünen gibt es viele Køkkenmøddinger aus denen man die Verbindung des Juru-Clans zum Cape Upstart erkennt. Es gibt auch heilige Stätten dort, wie z. B. das Frauengebiet in der ‘Worrungo Bay’’ und Steinarrangements bei Mime Island, die, wie der Stammesälteste stets betonte, niemals Fischfallen, sondern ein wichtiges Zeremoniengebiet für Initiationsriten waren. Das Zeremoniengebiet lag abseits der von der Gubulla Munda (Rautenpython) genutzten Wege, als diese das Festland und die Inseln schuf, die von den Juru bewohnt wurden. (Traumzeitsage der Juru und Birri-Gubba).

### Besitzrechte
2011 erkannte das Bundesgericht von Australien den Juru das Besitzrecht am Cape-Upstart-Nationalpark zu. Diesen Sieg vor Gericht erreichten die Juru nach einem 20-Jährigen Kampf um ihre Besitzrechte. Der Prozess wurde 1992 von Peter Prior (Gulamba) angestrengt und 2012 von seiner Tochter, Renarta Prior (Gootha) zu Ende geführt.